# Chapelle-sur-Moudon

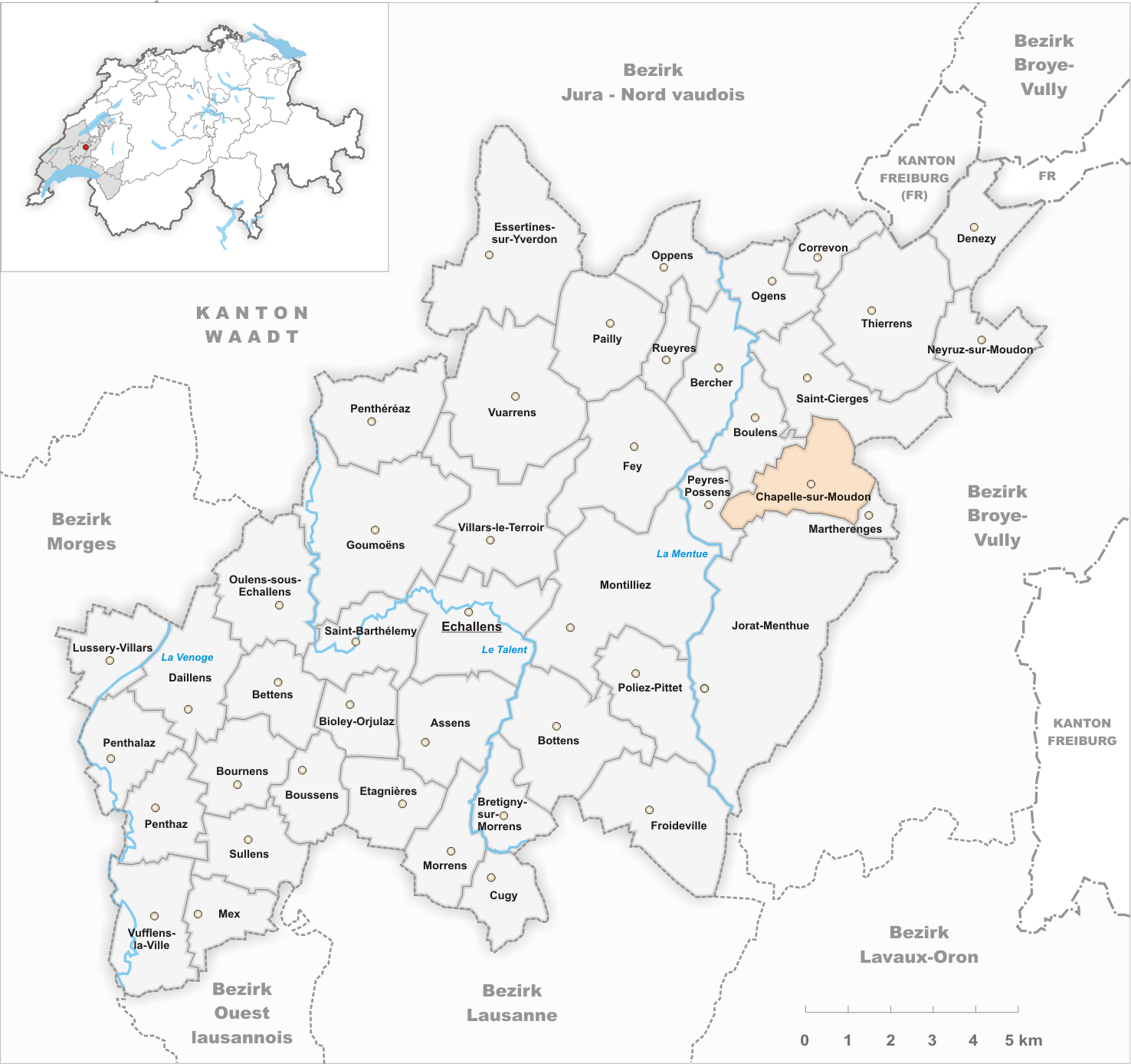
Gemeindestand vor der Fusion am 31. Dezember 2012

Chapelle-sur-Moudon war bis am 31. Dezember 2012 eine politische Gemeinde im Distrikt Gros-de-Vaud des Kantons Waadt in der Schweiz. Bis 1953 hiess die Gemeinde offiziell Chapelle (VD), im Mittelalter, insbesondere unter der Berner Herrschaft Chapelle-Vaudanne.
Am 1. Januar 2013 fusionierte sie mit den Gemeinden Chanéaz, Correvon, Denezy, Martherenges, Neyruz-sur-Moudon, Peyres-Possens, Saint-Cierges und Thierrens zur neuen Gemeinde Montanaire.

## Geographie
Chapelle-sur-Moudon liegt auf 759 m ü. M., 17 km nördlich der Kantonshauptstadt Lausanne (Luftlinie). Das Dorf erstreckt sich auf einer breiten Hochfläche nördlich des Jorat, zwischen den Taleinschnitten der Mentue im Westen und der Mérine im Osten, im Molassehügelland des nördlichen Waadtländer Mittellandes.
Die Fläche des 4,6 km² grossen ehemaligen Gemeindegebiets umfasst einen Abschnitt des Hochplateaus zwischen der Mentue und dem mittleren Broyetal. Das Plateau ist leicht gewellt und liegt auf einer durchschnittlichen Höhe von 760 m ü. M. Es wird nach Nordwesten vom Bach Oulaire zur Mentue entwässert; südöstlich des Dorfes hat die Tenette, ein Seitenbach der Mérine, ein Erosionstal in die Hochebene eingegraben. Nach Norden erstreckt sich der ehemalige Gemeindeboden bis in den Wald Les Biolettes und erreicht hier mit 838 m ü. M. den höchsten Punkt von Chapelle-sur-Moudon. Im Osten reicht das Gebiet an den Rand des Waldes Bois de Planche Signal. Von der ehemaligen Gemeindefläche entfielen 1997 7 % auf Siedlungen, 13 % auf Wald und Gehölze und 80 % auf Landwirtschaft.
Zu Chapelle-sur-Moudon gehören der Weiler La Combe (731 m ü. M.) oberhalb von Peyres-Possens sowie mehrere Einzelhöfe. Nachbargemeinden von Chapelle-sur-Moudon waren Saint-Cierges, Moudon, Martherenges, Sottens, Peyres-Possens und Boulens.

## Bevölkerung
Mit 405 Einwohnern (Stand Ende 2012) gehörte Chapelle-sur-Moudon zu den kleinen Gemeinden des Kantons Waadt. Von den Bewohnern sind 94,0 % französischsprachig, 2,8 % portugiesischsprachig und 2,2 % deutschsprachig (Stand 2000). Die Bevölkerungszahl von Chapelle-sur-Moudon belief sich 1850 auf 368 Einwohner, 1900 auf 323 Einwohner. Danach wurde bis 1970 eine weitere Abnahme um rund ein Drittel auf 224 Einwohner verzeichnet; seither hat die Bevölkerungszahl wieder deutlich zugenommen.

## Wirtschaft
Chapelle-sur-Moudon war bis in die zweite Hälfte des 20. Jahrhunderts ein vorwiegend durch die Landwirtschaft geprägtes Dorf. Noch heute haben der Ackerbau, der Obstbau und die Viehzucht eine wichtige Bedeutung in der Erwerbsstruktur der Bevölkerung. Weitere Arbeitsplätze sind im lokalen Kleingewerbe und im Dienstleistungssektor vorhanden, darunter vor allem im Baugewerbe und in einem Verlag. Die 1958 auf dem Hochplateau durchgeführten Bohrungen nach Erdöl verliefen ergebnislos. In den letzten Jahrzehnten hat sich das Dorf auch zu einer Wohngemeinde entwickelt. Einige Erwerbstätige sind Wegpendler, die hauptsächlich in Moudon, teilweise aber auch in Lausanne arbeiten.

## Verkehr
Die ehemalige Gemeinde liegt abseits der grösseren Durchgangsstrassen, hat aber gute Verbindungen mit den Nachbargemeinden und mit Moudon. Durch die Autobuslinien, die von Moudon nach Thierrens und von Thierrens nach Froideville verkehren, ist Chapelle-sur-Moudon an das Netz des öffentlichen Verkehrs angeschlossen.

## Geschichte
Die erste urkundliche Erwähnung des Ortes erfolgte 1177 unter dem Namen Capellam. Von 1228 sind die Bezeichnungen Cappella Vualdana und Capella Waldana bezeugt. Der Ortsname geht auf das lateinische Wort cap(p)ella (Kapelle) zurück.
Chapelle-sur-Moudon war zunächst im Besitz der Chorherren des Grossen Sankt Bernhard. Schon im 12. Jahrhundert ist aber ein ortsansässiges Adelsgeschlecht erwähnt. Seit dem 14. Jahrhundert befand sich das Dorf im Einflussbereich der Herzöge von Savoyen. Mit der Eroberung der Waadt durch Bern im Jahr 1536 gelangte Chapelle-sur-Moudon unter die Verwaltung der Landvogtei Moudon. Nach dem Zusammenbruch des Ancien Régime gehörte das Dorf von 1798 bis 1803 während der Helvetik zum Kanton Léman, der anschliessend mit der Inkraftsetzung der Mediationsverfassung im Kanton Waadt aufging. 1798 wurde es dem Bezirk Moudon zugeteilt. Einer Feuersbrunst fielen 1888 zahlreiche Häuser zum Opfer.

## Sehenswürdigkeiten

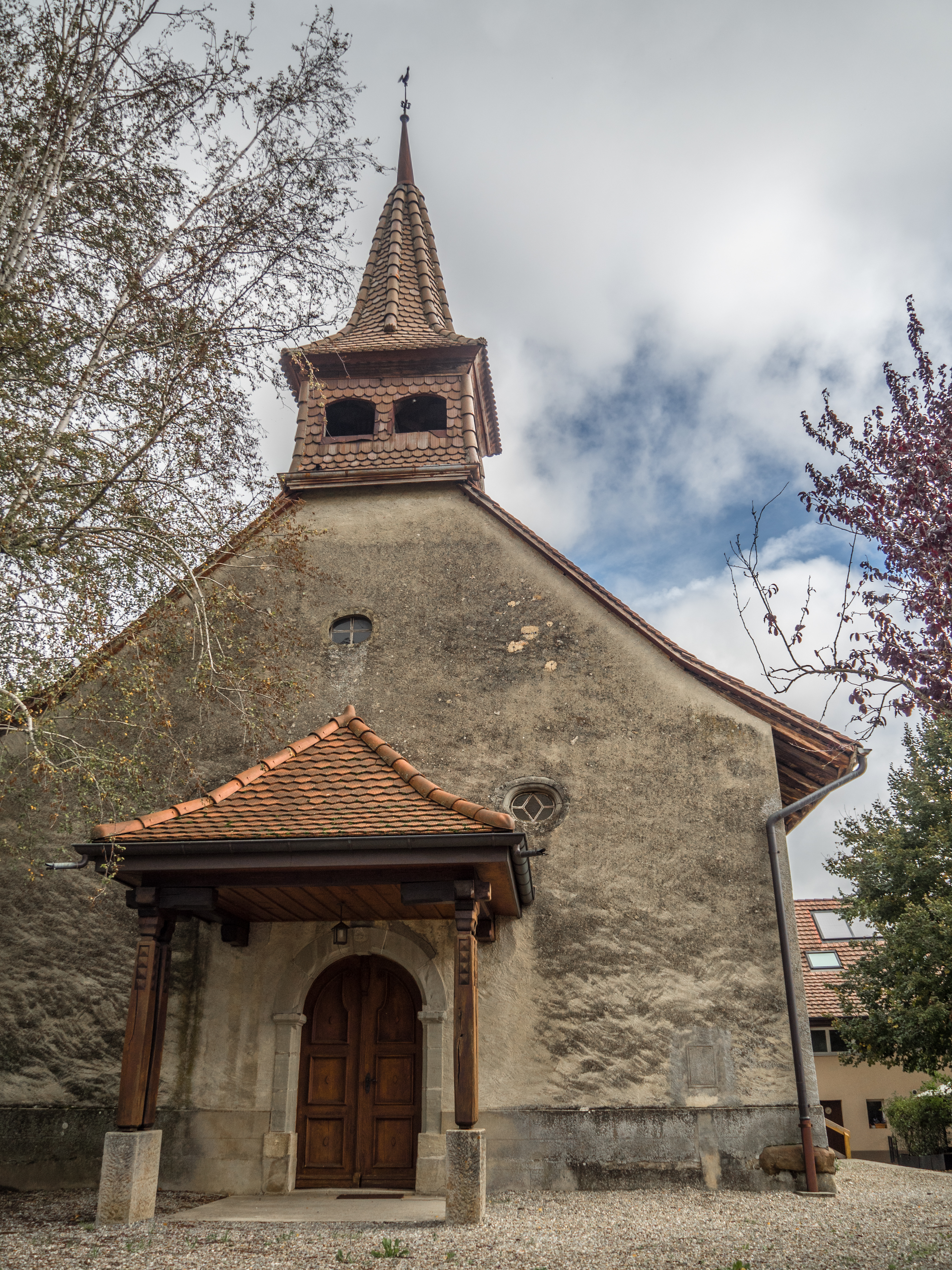
Reformierte Kirche von Chapelle-sur-Moudon

Die Kirche Saint-Martin ist seit 1228 bezeugt und seither mehrmals umgebaut worden, insbesondere 1724, als das Schiff neu erbaut und ein Kirchturm angefügt wurden. Vom mittelalterlichen Vorgängerbau sind der gotische Chor (um 1500) und ein Glasfenster aus dem 15. Jahrhundert erhalten. Am Ortsrand steht das Schloss, das 1750 unter der Familie Praroman erbaut und nach 1984 letztmals umfassend restauriert wurde.